# Nodasperodiscus
Nodasperodiscus es un género de foraminífero bentónico de la subfamilia Asteroarchaediscinae, de la familia Archaediscidae, de la superfamilia Archaediscoidea, del suborden Fusulinina y del orden Fusulinida. Su especie tipo es Archaediscus saleei. Su rango cronoestratigráfico abarca desde el Viseense (Carbonífero inferior) hasta el Bashkiriense (Carbonífero superior).

## Discusión
Algunas clasificaciones más recientes incluyen Nodasperodiscus en el Suborden Archaediscina, del Orden Archaediscida, de la Subclase Afusulinana y de la Clase Fusulinata.

## Clasificación
Nodasperodiscus incluye a la siguiente especie:
- Nodasperodiscus saleei †